# Jezične porodice Indijanaca
(popis porodica koje se spominju od Chamberlaina do danas; lista nije konačna): 
Aconipa, Adaizan, Alacalufan, Algonquian, Arauan, Araucanian, Arawakan, Atalán, Athapaskan, Attacapan, Aymaran, Aztec-Tanoan, Barbacoan, Beothukan, Boran, Bororoan, Botocudo, Caddoan, Cahuapanan, Caingangan, Calianan, Camacanian, Canichanan, Capixana, Carajan, Cariban, Caririan, Catacaoan, Catuquinean, Cayuvava, Chapacuran, Charruan, Chechehet, Chibchan, Chimakuan, Chimarikan, Chimmesyan, Chinantecan, Chinookan, Chiquitoan, Chirianan, Chirino, Chitimachan, Cholonan, Chon, Chumashan, Coahuiltecan, Comecrudan, Copallén, Copehan, Coran, Costanoan, Culli (Kulyi), Diaguitan, Erikbaktsá, Esmeralda, Esselenian, Fulnio, Gamelas, Gé, Guahiban, Guarauan, Guatoan, Guaycuran, Guaycuruan, Harakmbet, Huamói, Huarian, Huarpean, Huitotoan, Humaguaka, Iroquoian, Itonama, Jicaquean, Jirajaran, Jivaroan, Juči, Kalapooian, Kamsá (Mocoa), Karankawan, Keresan, Kiowa-Tanoan, Kiowan, Kitunahan, Koaia (Kwazá), Koluschan, Kukurá, Kulanapan, Kusan, Leco, Lenca, Lorenzan (Amuesha), Lulean, Lutuamian, Machacalian, Mainan, Makú, Makuráp, Manguean, Mariposan, Mascoian, Mataco-Macan, Mayan, Misumalpan, Mixe-Zoquean, Mixtecan, Moquelumnan, Mosetenan, Movima, Muchik (Yuncan), Munichean, Muran, Murato, Muskhogean (Muskogean), Natchesan, Natú, Nhambicuaran, Ofayé (Opaye), Oti, Oto-Manguean, Otomacan, Otomian, Palaihnihan, Pankaruru, Panoan, Pataxó, Paya, Peba-Yagua (Peban), Penutian, Popolocan, Puelchean, Puinavean, Pujunan, Puquinan, Puri-Coroado, Puruborá, Quechuan, Quechumaran, Quoratean, Sabelan, Salinan, Salishan, Salivan, Serian, Shahaptian, Shastan, Simacuan, Siouan, Skittagetan, Tacanan, Takilman, Talamancan, Tanoan, Tarairiu, Tarascan, Taruma, Tequistlatecan, Teremembé, Ticunan, Timotean, Timuquanan (Timucuan), Tiniguan, Tlapanecan, Tonikan, Tonkawan, Totonacan, Trumaian, Tucanoan,  Tupian, Tusha, Uru-Chipaya, Juto-Asteci, Vilelan, Waiilatpuan, Wakashan, Washoan, Weitspekan, Wishoskan, Xincan, Xokó, Xukuru, Yabuti, Yahgan, Yakonan, Yanan, Yaruro, Yukian, Yuman, Yuracarean, Yuri, Yurumangui, Zamucoan, Zaparoan, Zapotecan, Zunian.
Powellova lista (1891) za Sjevernu Ameriku (sjeverno od Meksika):
Adaizan, Algonquian, Athapascan, Attacapan, Beothukan [Newfoundland], Caddoan, Chimakuan, Chimarikan, Chimmesyan, Chinookan, Chitimachan, Chumashan, Coahuiltecan, Copehan, Costanoan, Eskimauan, Esselenian, Iroquoian, Kalapooian, Karankawan, Keresan, Kiowan, Kitunahan, Koluschan, Kulanapan, Kusan, Lutuamian, Mariposan, Moquelumnan, Muskhogean, Natchesan, Palaihnihan, Piman, Pujunan, Quoratean, Salinan, Salishan, Sastean (Shastan), Shahaptian, Shoshonean, Siouan, Skittagetan, Takilman, Tanoan, Timuquanan, Tonikan, Tonkawan, Uchean, Waiilatpuan, Wakashan, Washoan, Weitspekan, Wishoskan, Yakonan, Yanan, Yukian, Yuman, Zuñian. 
McGee (1896) navodi broj jezika po porodicama:
Algonquian, 36, Athapascan 53, Attacapan 2, Beothukan 1, Caddoan 9, Chimakuan 2, Chimarikan 2, Chimmesyan (Tsimshian) 8, Chinookan 11, Chitimachan 1, Chumashan 6, Coahuiltecan 22, Copehan 22, Costanoan 5, Eskimauan 70, Esselenian, 1, Iroquoian 13, Kalapooian 8, Karankawan 1, Keresan 17, Kiowan 1, Kitunahan 4, Koluschan 12, Kulanapan 30, Kusan 4, Lutuamian 4, Mariposan 24, Moquelumnan 35, Muskhogean 9, Nahuatlan 7, Natchesan 2, Palaihnihan 8, Piman 7, Pujunan 26, Quoratean 3, Salinan 2, Salishan 64, Sastean 1, Serian 3, Shahaptian 7, Shoshonean 12, Siouan 68, Skittagetan (Haida) 17, Takilman 1, Tanoan 14, Timuquanan 60, Tonikan 3, Tonkawan 1, Uchean 1, Waiilatpuan 2, Wakashan (Kwakiutl-Nootka) 37, Washoan 1. -Ovdje nedostaje porodica Adaizan koja je uzeta za dio porodice Caddoan. 
Rivet i Loukotka nabrojali su 108 porodica n apodručju Južne Amerike i Zapadnih Indija (Kariba), viz.:
Akonipa, Alakaluf, Amniapé, Amueša, Andoke, Araukan, Arawak, Arikem, Atakama, Atal'an (Tal'an), Auaké, Auiširi, Ajmará, Ajmoré, Bororó, Čapakura, Čarrúa, Čečehet, Čibča, Čikito, Čirino, Čon, Koroado, Diagit, Esmeralda, Fulnio, Gamella, Gorgotoki, Guahibo, Guamo, Guarauno, Guató, Guajkurú, Huari, Huarpe, Humaguaka, Itonama, Kahuapana, Kaingán, Kaliána, Kamakán, Kamsá, Kañari, Kaničana, Kapišana, Karažá, Karipska, Kariri, Katawiši, Katukina, Kajuvava, Kičua, Kopal'en, Kukurá, Kul'i, Leko, Maku, Makuráp, Mašakali, Maskoi, Mašubi, Matako-Maká, Matanawí, Majna, Mobima, Moseten, Mučik, Muniče, Múra, Nambikwára, Natú, Opaie, Otí, Otomak, Pankarurú, Pano, Patašo, Puelče, Puinave, Puruborá, Puruhá, Sáliba, Samuku, Širiana, Šokó, Ssabela, Ssimaku, Šukurú, Tarairiru, Taruma, Timote, Tinigua, Trumai, Tukáno (Betoja), Tupi-Guarani, Tušá, Vilela, Witóto, Xíbaro, Xiraxara, Jabutí, Jahgan, Jaruro, Jurakáre, Juri, Zaparo, Že.

## Vanjske poveznice
- Linguistic Classification of American Indians  Arhivirana inačica izvorne stranice od 14. lipnja 2006. (Wayback Machine)
- Linguistic Families of the Native Languages  Arhivirana inačica izvorne stranice od 24. travnja 2006. (Wayback Machine)